# 乙女の碑
乙女の碑（おとめのひ）は、岐阜県白川町の佐久良太神社境内にある満洲国における黒川開拓団の慰霊碑の一つ。1982年に建立された。当初乙女に関する説明文は無く、戦後70年以上詳細は秘密にされていたが、2013年ごろから当時ソ連兵からの性暴力を受けていた女性たちが性接待に関して証言し、碑の事実が明るみに出た。2018年（平成30年）には説明文が追加された。

## 黒川開拓団
満蒙開拓団として旧黒川村（現在の白川町）の29人の住民は1941年（昭和16年）4月吉林省陶頼昭に入植した。その翌年4月から毎年3回入植が行われ、129世帯以上600人以上が入植した。陶頼昭駅にほど近い場所に本部を置いた。

### 開拓団の引揚
1945年（昭和20年）8月15日の太平洋戦争敗戦と共に暴徒化した中国人が押し寄せており、中国人やソ連兵からの虐殺や略奪・強姦の危険が迫っていた。黒川開拓団に隣接していた来民開拓団（熊本県）と高田開拓団（広島県）は、襲撃に耐えかねて既に集団自決し全滅していた。その情報は入って来て、黒川開拓団でも服毒する自決の選択に迫られていた。
ここで団の幹部は、駅に駐留していたザバイカル軍第36軍のソ連兵に開拓団を守ってもらうという策を用い、生きて日本に帰還することを選んだ。その際に代償として、数えで18歳以上の12～15名の未婚女性がソ連軍の性接待係として差し出された（証言を参照）。女性らに拒否権はなく、団幹部に強制された性暴力であったと評する声も強い。ソ連侵攻後、日本人に敵意を持つ者の襲撃から自身らを守ってもらうため、あるいは、ソ連兵からの強姦などが伝えられそれが広く一般家庭に及ぶことを怖れて、特定の女性（往々にしてかつて慰安婦や娼妓、酌婦・芸者をしていた女性、それを準備できない、あるいは足りない場合には、結局、通常の家庭の寡婦や未婚女性にまで）に押付けるような形で性接待を引受させたという話は『水子の譜』（1979年）等にも多数収録されているが、犠牲となった女性やその親族女性らから戦後それが明らかにされたという事例は極めてまれである。把握されているだけでも満洲では48開拓団が集団自決しているが、黒川開拓団では接待に出された者4人を含め命を落とした者はいるものの、団員数約660名中451名が日本に帰還している。
結局17～21歳ほどの未婚女性15人ほどが選ばれ、週2~3回接待所に設けられたベニヤ板張りの部屋に毎回5~6名の女性が呼ばれ、女性1人当たり4人の将校を相手に性交させられていた。部屋の外には医務室が置かれ、洗浄係（接待を受けた女性の妹など）がソ連将校所持のうがい薬をホースで性器から子宮に入れて性病を防いでいた。また、女性たちのために風呂を用意していた。しかし、毎日複数人との性交を強いられ性病や発疹チフスで接待に出された女性4名が現地で死亡しているほか、帰国後長期入院を余儀なくされた女性もいた。
接待所は開拓団内と吉林省の陶頼昭駅の2か所にあり、接待の期間は2か月間程度だったとも、満洲での極寒期を経て約9か月間続いたともいう。

### 碑の建立
1982年に遺族会は佐久良太神社内に碑を建立したが、『性接待』のことには触れず、乙女の碑の内容は伏せられていた。記念誌には下書き段階で性接待の内容を記していたが、最終的に「満洲国で亡くなった女性たちの碑」程度に留められていた。なお乙女の碑そのものに対し、否定的なコメントを残した被害女性もおり、遺族会が被害女性らに押されるようにして建てられたとするものいて、必ずしも全員の意思によって建立されたものではなかった。
2012年に黒川開拓団遺族会の会長となった男性（父はソ連兵に女性を案内する役割であった）は、初めて『性接待』の事実を知り、タブーとなっていた事実を碑文に残すために尽力した。遺族会が被害女性らの理解を得て、2018年11月18日に新たな碑文が完成し、除幕式が行われた。

## 証言
戦後長らく『性接待』は被害者らは実の子供にも秘密にしていたが、1981年3月に黒川分村遺族会が発行した文集には曖昧にぼかした形で、関係者の感謝の念を示す回想文が現れた。1983年には接待を強いられた女性の一人が匿名ながら実名を明らかにすることも覚悟で、雑誌『宝石』（光文社）に事実を明確に公表した。この時、地元では遺族会の一部が雑誌を買占め、話題が広まるのを防いでいる。さらに2013年には被害女性（当時89歳）が公に姿を出して証言した。戦後70年が経ち、被害女性も80代や90代になっており、最初に姿を出して事実を証言した女性も2年後に死去した。その後、他の被害女性たちも体験を証言するようになった。
何も知らされないまま接待所に連れていかれた当時17歳女性は、接待と聞いて、酒宴などの接待だと思っていた。しかし部屋には布団が並べられており、女性たちは並んで寝かされ強姦された。銃口で女性を動かし、銃を背負ったまま強姦されたと証言した。17歳や18歳の少女は「お母さんお母さん」と泣くだけで手をつなぎながら耐えていたと証言した。一時期は中国兵を相手にすることもあった。
ところが彼女たちの犠牲があって、黒川開拓団が日本へ帰還できたにもかかわらず、戦後身内の団員の男性たちから受けた中傷にも女性たちは苦しめられた。接待に出てくれと頼んだ男性から「いいことしたでいいじゃないか」「（性交したところで）減るもんじゃない」「（嫁の）もらい手は無い」「傷者（キズモノ）」と中傷されたと証言している。遺族会の間でも性接待に関する話題は避けられていたが、事実を知る男性団員などから団員を守ったはずの女性たちが帰国後に噂を立てられ中傷を受けるなどして、女性たちはますます事実を隠し口を固く閉ざすようになっていった。胸の内を吐露できないまま痛ましい気持ちをノートに書き込んだ被害者は一生結婚できず亡くなった、また、中傷を受けた女性のうちの一人は村を離れ結婚し荒野だったひるがの高原の開拓を手伝うこととなった。
被害者の一人が2013年に満蒙開拓平和記念館で証言した。2016年にノンフィクション作家の平井美帆が、生存者3名の証言を含むルポを発表し、それまでのともすればタブー的な取扱われ方を超えて、さらに広く知られることとなった。（「忘れたいあの陵辱の日々 忘れさせない乙女たちの哀咽」（光文社『女性自身』、 2016年10月4日、pp.62 ～ 68）。翌年から徐々にテレビなども取り上げるようになり、2017年８月にはNHKの「満蒙開拓団の女たち」（第54回シカゴ国際テレビ賞）、山口放送「記憶の澱」（第13回日本放送文化大賞 テレビ・グランプリ作品）などが作成された。2018年8月15日には朝日新聞が証言を報じた。NHKの「満蒙開拓団の女たち」は、かもがわ出版から「告白~岐阜・黒川 満蒙開拓団73年の記録」として出版された。黒川開拓団の悲劇を掘り起こした平井美帆による『ソ連兵へ差し出された娘たち』（集英社、2022）は、第19回開高健ノンフィクション賞を受賞した（選考時副題：証言・満州黒川開拓団）。
長期にわたって証言しなかった被害者らが、2010年代になって証言を公にし出したのは、自らの死を意識し始めたため教訓としておきたいと考えたことが一因である、とする説が公表されている。被害者の1人は「こういった歴史があったことを、生きている者が伝えないといけない。碑文ができて、後悔することはない」と発言している。

## 関連書籍
- 『告白』 川 恵実、NHK ETV特集取材班、田中佳奈（写真）、かもがわ出版 2020年3月、ISBN 978-4780310474
- 『ソ連兵へ差し出された娘たち』 平井美帆、集英社 2022年1月、ISBN 978-4087890150